# NGC 1404

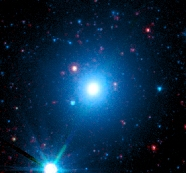
NGC 1300

NGC 1404 este o galaxie eliptică din constelația Cuptorul,  aflată la o distanță de aproximativ 65 de milioane de ani-lumină de Pământ. Este una dintre cele mai luminoase galaxii din Roiul de galaxii din Cuptorul. 